# Estación Universidad de Medellín (Metroplús)
La Estación Universidad de Medellín es una parada del sistema de transporte público de mediana capacidad Metroplús, ubicada en el occidente de Medellín en el barrio Los Alpes de la comuna 16 Belén. Forma parte de las líneas 1 y 2, y es la estación terminal desde el extremo occidental del trazado, cerca de la entrada principal de la Universidad de Medellín, de la cual recibe su nombre.
Fue inaugurada el 22 de diciembre de 2011 como parte del tramo inicial de la Troncal Belén–Aranjuez, un corredor de Metroplús diseñado para mejorar la movilidad en el eje occidental de la ciudad y conectar el occidente con zonas céntricas y del norte como Aranjuez.

## Historia
La estación Universidad de Medellín hizo parte del proyecto inicial de la troncal línea 1 de Metroplús, un corredor exclusivo de aproximadamente 12,5 km que conecta el occidente de Medellín con zonas céntricas y del norte de la ciudad, desde la Universidad de Medellín hasta el Parque de Aranjuez.
Las obras de construcción comenzaron entre 2004 y 2008, en el marco de los documentos CONPES 3307, 3349 y 3452, que estructuraron técnica y financieramente el proyecto. Durante esta etapa, se identificó el corredor vial de la calle 30 como eje prioritario para la movilidad en el occidente, definiendo estaciones clave como la Universidad de Medellín para garantizar accesibilidad, integración modal y cobertura universitaria.
La estación fue inaugurada el 22 de diciembre de 2011 como la cabecera occidental de la troncal línea 1, entrando en operación comercial junto con el resto del tramo que conecta con el centro y norte de Medellín. Desde su apertura, ha servido como punto de acceso principal para los habitantes del barrio Los Alpes en la comuna 16 Belén y para la comunidad universitaria de la Universidad de Medellín.

## Ubicación y entorno
La estación Universidad de Medellín está ubicada en el occidente de Medellín, en el barrio Belén Los Alpes, comuna 16 Belén, en la intersección de la carrera 87 con la calle 29A.
Está frente al acceso principal de la Universidad de Medellín, lo cual explica su nombre y su alta afluencia de estudiantes y personal académico durante el calendario universitario. Esta proximidad la convierte en un nodo clave del sistema Metroplús en el occidente de la ciudad.
El entorno inmediato incluye zonas residenciales, pequeños comercios y establecimientos educativos, integrados al eje vial de la calle 30 que funciona como una vía arterial importante hacia sectores como Laureles, El Poblado y el centro de Medellín. 

## Características
La estación Universidad de Medellín cuenta con una plataforma central a nivel del suelo que presta servicio a las líneas 1 y 2 de Metroplús. Tiene dos vías exclusivas para buses articulados y padrones impulsados principalmente por gas natural vehicular (GNV).
Está adaptada para personas con movilidad reducida, incluyendo rampas, señalética visual y piso podotáctil.
La estación cuenta con integración tarifaria únicamente con rutas alimentadoras del sistema Metroplús y hace parte del Sistema Integrado de Transporte del Valle de Aburrá –SITVA–, aunque no tiene conexión directa con otros modos como el metro, el metrocable o el tranvía.

## Diagrama de la estación
| SUELO            | |         |
| Occidente        | Línea 1: Terminal ← Los Alpes (Universidad de Medellín) Línea 2: Terminal ← Los Alpes (Universidad de Medellín) | Oriente |
| Salida / Entrada | Plataforma central — puertas a ambos lados                                                                      |         |
| Occidente        | Línea 1: Terminal → Los Alpes (Parque de Aranjuez) Línea 2: Terminal → Los Alpes (Parque de Aranjuez)           | Oriente |
|                  | |         |

## Servicios
La estación Universidad de Medellín ofrece servicios básicos para la comodidad y seguridad de los usuarios, incluyendo taquillas para la recarga y compra de tarjetas Cívica, zonas de espera cubiertas, iluminación LED y vigilancia permanente. Además, dispone de sistemas de información al usuario mediante pantallas electrónicas y señalización visual y auditiva para facilitar el acceso y la movilidad dentro de la estación.
Es atendida por rutas alimentadoras que permiten la conexión con diversos barrios de la comuna 16 Belén, facilitando el acceso a la troncal desde zonas aledañas. Entre las rutas integradas que operan en esta estación se encuentran la C3-005 Belén Aguas Frías – Universidad de Medellín y la C3-006 Las Violetas – Universidad de Medellín – Villa Café.
No se dispone de parqueaderos ni servicios comerciales permanentes dentro de la estación, debido a su ubicación urbana y diseño funcional enfocado en la eficiencia del transporte masivo.

## Rutas alimentadoras
La estación Universidad de Medellín cuenta con rutas alimentadoras que permiten la conexión con varios barrios de la comuna 16 Belén, facilitando el acceso al sistema Metroplús desde zonas aledañas. Estas rutas son operadas por rutas integradas que hacen parte del Sistema Integrado de Transporte de Medellín.
| Código | Nombre de la ruta                                   | Zona que cubre                    |
| ------ | --------------------------------------------------- | --------------------------------- |
| C3-005 | Belén Aguas Frías – Universidad de Medellín         | Barrio Aguas Frías y alrededores  |
| C3-006 | Las Violetas – Universidad de Medellín – Villa Café | Barrios Las Violetas y Villa Café |

## Horarios
La estación opera todos los días del año con el siguiente horario:
| Horarios de estación                        | Lunes a viernes | Sábado | Domingo y festivos |
| ------------------------------------------- | --------------- | ------ | ------------------ |
| Primer bus con dirección Parque de Aranjuez | 04:18           | 04:18  | 04:50              |
| Último bus con dirección Parque de Aranjuez | 22:47           | 22:47  | 21:57              |

La frecuencia de paso en horas pico es de 4 a 6 minutos y en horas valle de 8 a 12 minutos. El tiempo estimado de viaje desde esta estación hasta Parque de Aranjuez es de aproximadamente 45 min.

## Impacto urbano y social
La estación Universidad de Medellín, al funcionar como terminal occidental de Metroplús, ha mejorado la movilidad de forma considerable para residentes del barrio Los Alpes y zonas adyacentes, así como para la comunidad académica y administrativa de la Universidad de Medellín. Su entrada en operación impulsó mejoras en el espacio público: ampliación de aceras y andenes, instalación de cruces peatonales seguros y mejor iluminación, lo cual ha fortalecido la accesibilidad peatonal en el entorno inmediato.
No obstante, sectores de mayor altitud como Las Violetas y el corregimiento rural Altavista aún presentan limitaciones en su conectividad. La ausencia de rutas alimentadoras eficientes y la topografía accidentada obligan a sus habitantes a depender de transporte informal o caminatas extensas para llegar a esta terminal.
Un estudio académico sobre el impacto de Metroplús mostró que el sistema ha incrementado la probabilidad de acceso a empleo formal para los habitantes en zonas de cobertura directa, aunque estos beneficios se reducen en áreas periféricas con menor integración, como Altavista.